# 龍占魚科
龍占魚科（學名：Lethrinidae）為輻鰭魚綱鲷形目的一個科，過去传统上常归类为鱸形目鱸亞目。

## 分布
本科魚類分布於印度洋及太平洋之暖水域。

## 深度
本科魚類從潮間帶地區，深至百公尺的岩礁或珊瑚礁斜坡均有分佈。

## 特徵
本科魚類類似笛鯛科及鯛科魚類，但有時體較延長，吻尖銳，眼的位置則略偏頭部之後上方。和笛鯛科區別在主顎骨隱埋在前鰓蓋骨之下及兩側腭骨具圓錐或臼齒狀的牙齒。和鯛科不同的是在於本科魚的背鰭有10枚硬棘，而鯛科有11至13枚。本科魚類體被中型櫛鱗；頭頂及頰部均裸出；唇厚，口在吻端，略能伸縮。背鰭1枚，硬棘部分基底長於軟條基底，而且硬軟棘堅無缺刻。部份種類體長可達1公尺左右。

## 分類
龍占魚科其下分5個屬，如下：

### 齒頜鯛屬Gnathodentex
- 金帶齒頜鯛 Gnathodentex aureolineatus ：又稱金帶鯛。

### 裸頂鯛屬Gymnocranius
：又稱白鱲屬 

### 單列齒鯛屬Monotaxis
- 單列齒鯛 Monotaxis grandoculis ：又稱異黑鯛。

### 脊頜鯛屬Wattsia
- 莫桑脊頜鯛 Wattsia mossambica ：又稱莫桑鼻克鯛。

## 生態
本科魚類棲息的範圍很廣，從珊瑚礁、岩礁及其外圍沙地，甚至潮間帶和低潮帶下之淺水域皆可發現。大部分屬於夜行性，亦有日行性。有些種類有由雌魚轉變為雄魚的性轉變機制，且往往小魚體色和成魚不同。以帶硬殼的軟體動物及魚類為食。

## 經濟利用
為中大型食用魚類，味美。仔魚因體色獨特，也可做為觀賞魚。